# Kathy Kirby
Kathy Kirby, nom de scène de Kathleen O'Rourke, née le 20 octobre 1938 à Ilford et morte le 19 mai 2011 à Londres, est une chanteuse britannique.

## Biographie
Kathy Kirby prend des leçons de chant pour être cantatrice, mais, en 1956, elle devient la chanteuse, durant trois ans, de l'orchestre de jazz dirigé par Bert Ambrose à l'Ilford Palace.
Elle se transforme en « bombe blonde » semblable à Marilyn Monroe et devient populaire.
En 1963, elle remporte le prix de la chanteuse britannique dans le sondage de New Musical Express.
Kathy Kirby est l'une des plus grandes stars du milieu des années 1960 : elle apparaît dans des spectacles de variétés commandés par la famille royale ainsi que dans des séries télévisées de la BBC.
Elle représente le Royaume-Uni au Concours Eurovision de la chanson 1965 avec la chanson I Belong et arrive à la 2e place derrière la lauréate France Gall. Mauvaise perdante, Kathy Kirby gifle cette dernière en coulisses.
Kathy Kirby enregistre douze singles et un album entre 1967 et 1973, mais ces disques ne rencontrent pas le succès.
Elle continue à faire des apparitions à la télévision comme en 1974 dans l'émission de variétés The Wheeltappers and Shunters Social Club (en).
Le 31 décembre 1976, elle interprète la chanson Secret Love pour le 50e anniversaire de la reine Élisabeth II.
Durant les années 1970, Kathy Kirby a été brièvement mariée à l'écrivain Frederick Pye. En 1975, elle subit une faillite, et une action en justice à la suite d'une arrestation concernant une note d'hôtel impayée. Elle rencontre des problèmes de santé mentale et est internée dans l'hôpital psychiatrique de Saint-Luc à Londres en 1979. Elle fait par la suite des apparitions occasionnelles à la télévision et donne, en direct, quelques concerts teintés de nostalgie,.
Dans les années 1980, Kathy Kirby entretient des relations avec le musicien David Cross et l'avocat Alan Porter.
En décembre 1983, elle se retire de la scène musicale.
En 2005, elle sort un single intitulé He écrit et composé par Amy Winehouse.
Kathy Kirby décède le 19 mai 2011, quelques jours après son admission à la maison de retraite des artistes Brinsworth House de Londres. Selon un message à propos d'un rapport publié sur un site de fan, elle aurait succombé à une crise cardiaque, mais cela n'a pas été confirmé officiellement.